# Московське військо

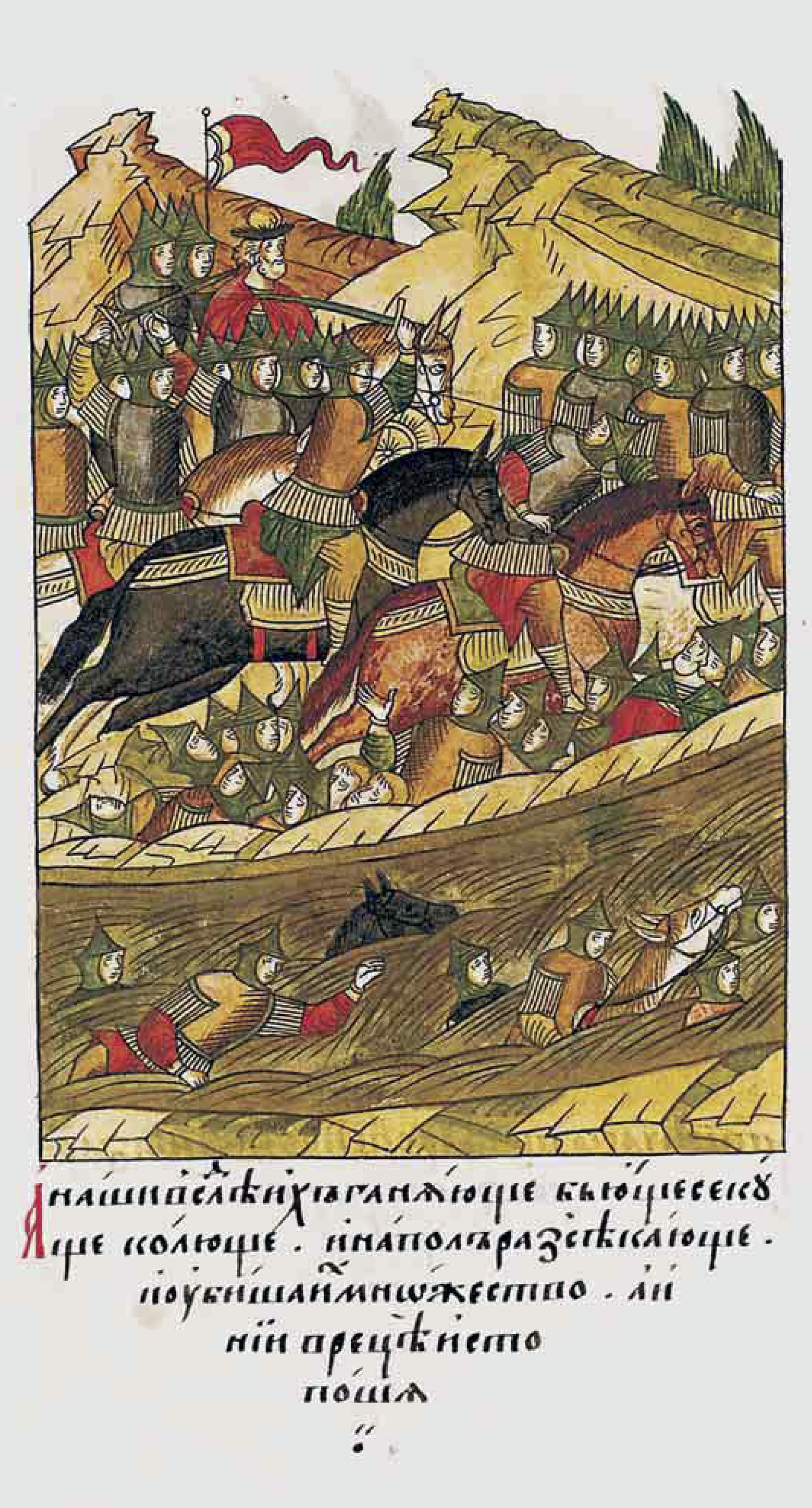
Битва на Вожі у 1378 році. Мініатюра з Особового літописного зводу XVI сторіччя.

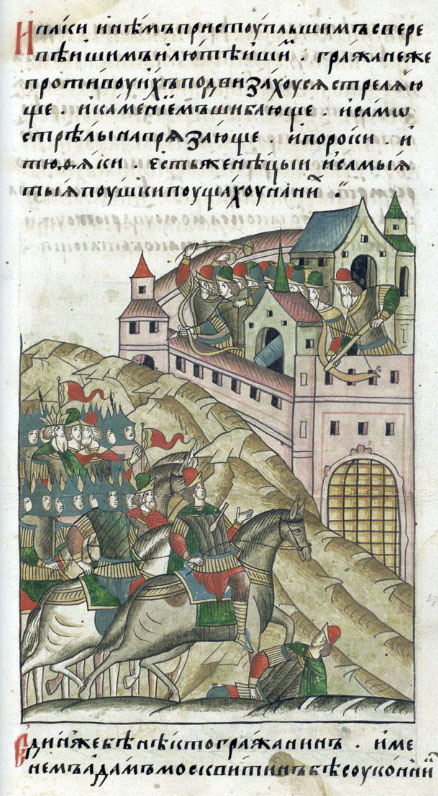
Облога Москви Тохтамишем у 1382 році.

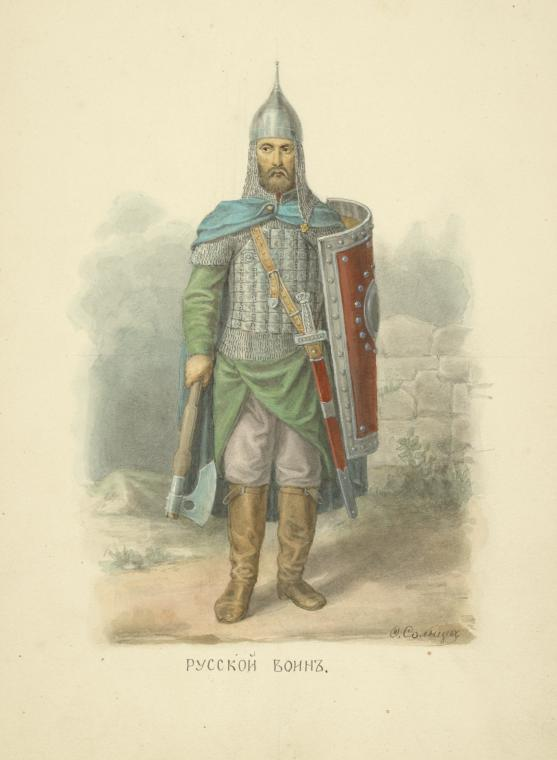
Московський воїн. «Одяг Російської держави», Ф. Г. Солнцев.

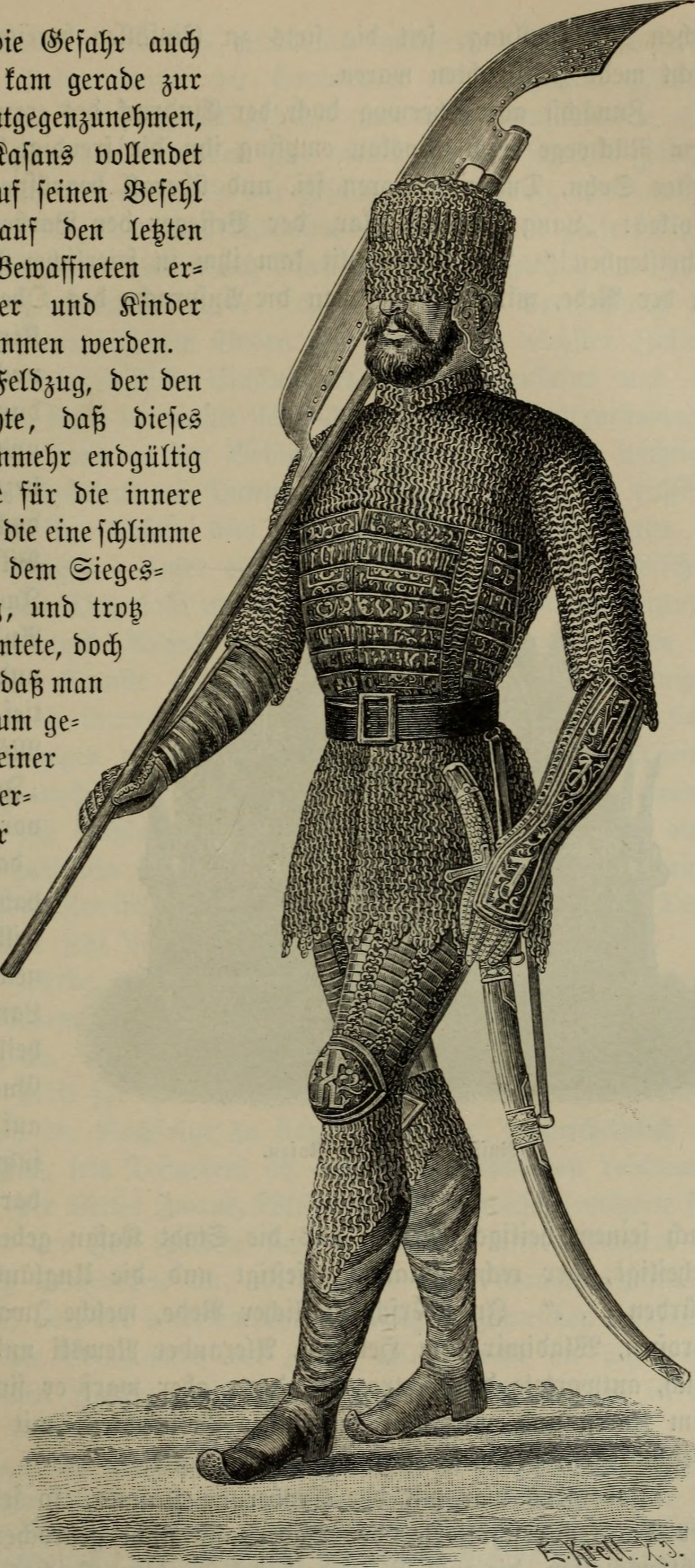
Московський солдат XVI сторіччя. Ілюстрація з книги Теодора Шимана «Сторіччя», 1886 року.

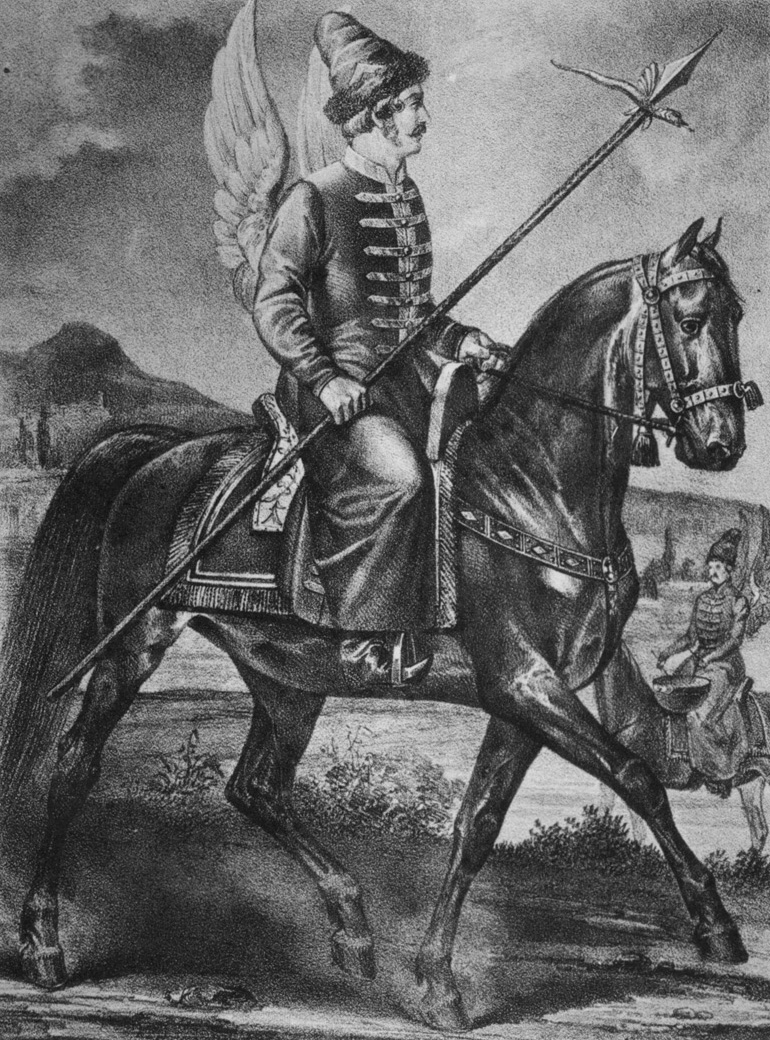
Кінний жилець у 1678 році.

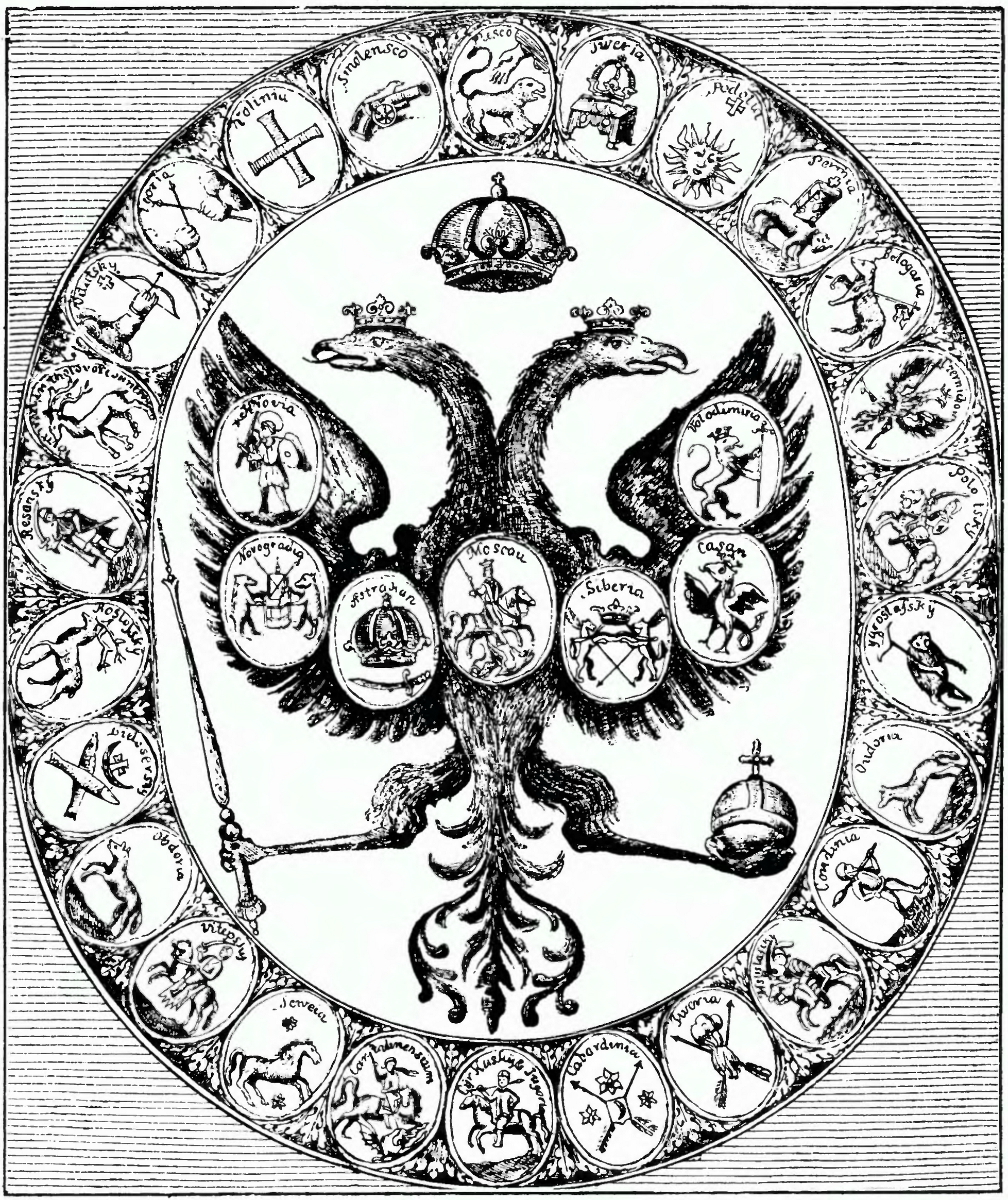
Московська державна печатка кінця XVII сторіччя з щоденника В. Р. Корба, 1699 рік.

Московське військо — збройні сили (рать, військо) Великого князівства Московського й згодом Московського царства від правління Івана III до створення регулярної армії Петром I.

## Попередня військова організація
Велике князівство Московське було наступницею Великого князівства Володимирського, що, в свою чергу, було відпалою частиною розпалої Руської держави. Москва змінила Володимир в ролі політичного північно-східного слов'янського центру лише у другій половині XIV сторіччя. В російській історіографія прийнято розглядати початок московського (рос. русского) війська з середини XIII сторіччя, коли після монгольської навали тут зароджується Володимирське військо.
Монгольська навала призвело до регресу в економіці та військової організації Русі. Протягом другої половини XIII сторіччя монголо-татари багаторазово розорюють північно-східні руські міста, що були торгово-ремісничими центрами. З 1259 року Монгольська імперія (й потім Золота Орда) контролює Волзький торговий шлях, що зв'язував Центральну Азію з Північною Європою. Руйнується стара руська військова організація. Так піші стрілки відслідковуються тут з кінця XII сторіччя й після 1242 року припиняють згадуватися; значення лука в кінних дружинах знову зростає. До другої половини XIV сторіччя завершується почався ще в XII столітті в Південній Русі процес трансформації дружини, делившейся на старшу і молодшу, у двір князя і полк, який виставляється певним князівством. Більшість дослідників вважають міські полки не кінними феодальними ополченнями відповідних князівств, а пішими народними ополченнями відповідних міст, і простежують їх аж до XVI століття. Панує думка про те, що в Куликовській битві центр російського війська був представлений пішим народним ополченням, хоча про поділ сполучених військ на тактичні одиниці за родами зброї (військ) (як у 1185 році, наприклад, коли загальна кількість полків досягало 6 нічого не відомо, всі 5 тактичних полків формувалися з міських полків на чолі з князями відповідних князівств, а при підрахунку втрат виділяються дві категорії загиблих — старші й молодші дружинники.

## Організація
З другої половини XV сторіччя на зміну дружині і городовим полкам приходять невеликі феодально організовані групи, на чолі яких стояв боярин або служилий князь, а в неї входили діти боярські й дворова челядь. Організація такого війська було дуже складне й побудоване за феодальному принципом. Найменшою тактичною одиницею була «списса» або «спис», якою командував феодальний власник, зобов'язаний вести щорічну військову службу; а складалася вона з його озброєних людей. Така система отримує повний розвиток в XVI сторіччі.
Дана військова система багато в чому склалася завдяки Івану III. Основу війська становили служиві люди. Вони ділилися на дві категорії:
- Служиві люди «по отечеству». Це служиві князі й татарські «царевичі», бояри, окольничі, жителі, дворяни й діти боярські.
- Служиві люди «по прибору». До них відносилися пищальники, а пізніше — стрільці, полкові та городові козаки, гармаші та інші військовослужбовці «пушкарського чину». У воєнний час вони мобілізовували і розподілялися по полицях дворянській раті.

До того ж треба врахувати іноземців на московській службі й народне ополчення.
Виділяють наступні роду зброї (військ):
- Піхота. Це стрільці, городові козаки, військовослужбовці солдатських полків, драгуни, даточні люди, а в деяких випадках — спешенні дворяни та їх бойові холопи.
- Кіннота. До нього належало дворянське ополчення, служиві іноземці, рейтари і гусари нового ладу, кінні стрільці і городові козаки, кінні даточные (збірні) люди.
- Артилерія. Її складали пушкарі (гармаші) й затинщики, а також інші приборні люди.
- Військово-інженерні загони. Переважно це були посошні люди, але їх завдання могли виконувати й інші, наприклад — стрільці.

У нашого великого государя, проти його государських недругів, рать збирається многая й незліченна, а строю буває різного:
- багато тисяч списових рот влаштовані гусарським ладом;
- інші багато тисяч списових (копійних) рот влаштовані гусарським, кінним, з вогненним боєм, рейтарським ладом;
- багато ж тисяч з великими мушкетами, драгунським ладом;
- а інші багато тисяч солдатським ладом.

Над усіма ними поставлені початкові люди, генерали, полковники, підполковники, майори, капітани, поручики, прапорщики.
Сила Низова, Казанська, Астраханська, Сибірська — теж рать незліченна; а вся вона кінна і б'ється лучним боєм. Стрільці в одній Москві (не рахуючи городових) 40000; а бій у них солдатського ладу.
Козаки донські, терські, яїцькі б'ються вогненним боєм; а запорізькі черкаси — й вогненним, й лучним.
Шляхта ж государевих міст б'ються різним звичаєм: і лучним, і вогненним боєм, хто як вміє. У Государевому полку у стільників, стряпчих, Московської шляхти, житців свій звичай: тільки в них бою, що аргамаки (породисті східні коні) жваві, так шаблі гострі; куди не прийдуть, ніякі полки проти них не варті. То у нашого великого Государя ратний стрій
- Опис Московського війська, дане Козімо Медічі, у Флоренції, стольником І. І. Чемодановим (посол у Венеції) у 1656 році.
Ця система була поступово скасована за Петра I, який повністю перебудував військо за європейським зразком. Проте він не зміг відразу організувати боєздатне військо — воно зазнала ряд поразок, як у битві під Нарвою. Тому довелося вдосконалювати нове військо, щоб привести його до перемог, в яких старі війська все ще брали значну участь на початку XVIII сторіччя. Остаточно старі частини були ліквідовані до середини XVIII сторіччя; а городові стрільці в деяких місцях зберігалися майже до кінця XVIII сторіччя. Козацтво увійшло до складу іррегулярних військ Російської імперії.

### Класифікація

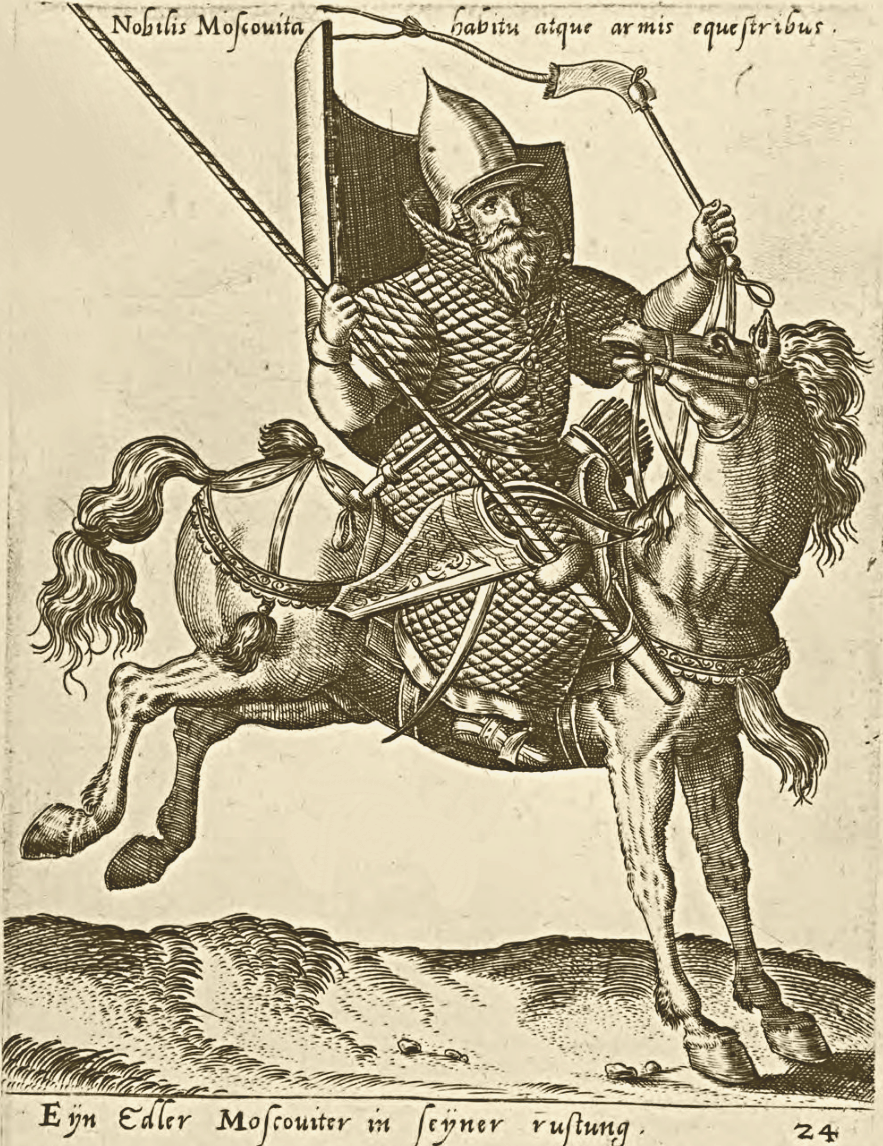
Знатний московит, шляхтич, гравюра Авраама де Брейна.

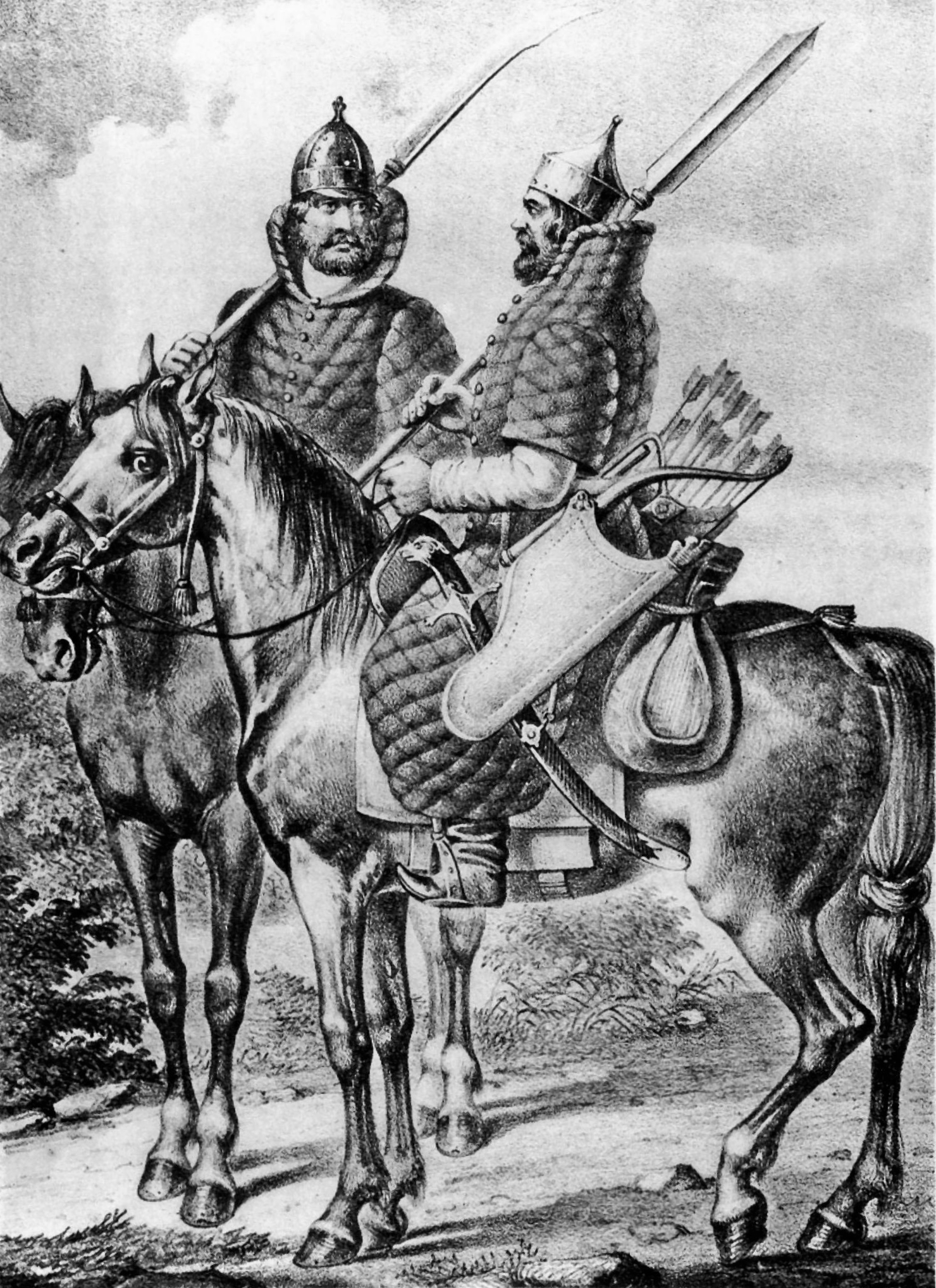
Ратники в тегиляях і залізних шапках.

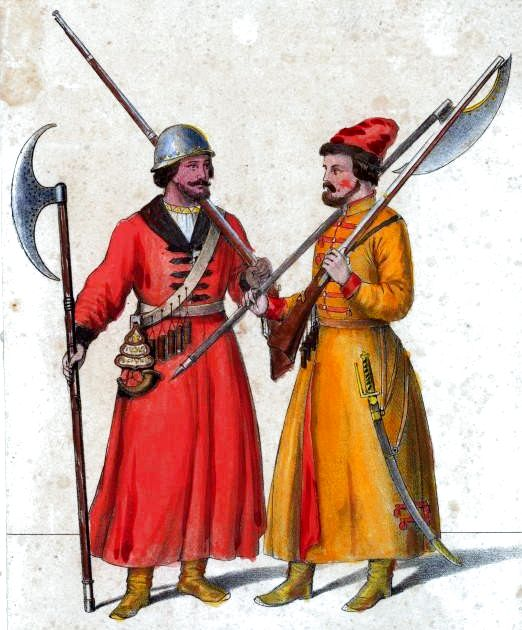
Стрільці

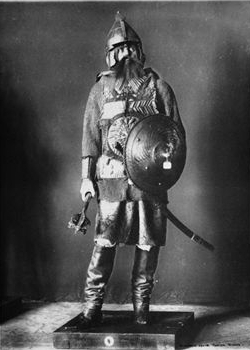
Московський сотенний голова

Ядро московського війська становило кінне помісне військо, що складалося з дворян й боярських дітей. У мирний час вони були поміщиками, оскільки за службу вони отримували землі в умовне тримання, а за особливі відмінності — й у вотчину. У воєнний час вони виступали з великим князем чи з воєводами. Одним з основних недоліків помісного війська був його довгий збір. До того ж — відсутність систематичних військових навчань й озброєння на розсуд кожного воїна. Окремою проблемою була неявка деяких поміщиків на службу. Але, в цілому, помісне військо відрізнялося хорошою боєздатністю, а окремі поразки пов'язані, зокрема, з помилками воєвод. Наприкінці XVI сторіччя загальна чисельність дворян й боярських дітей не перевищувало 25000 осіб. З урахуванням того, що з 200 чвертей землі поміщик повинен був приводити одну озброєну людину (а при більшій ділянці — додатково по одній людині з 100 чвертей), загальна чисельність дворянського ополчення могла досягати 50000. У середині XVII сторіччя їхня чисельність зросла: так, за «Сметою будь-яких служилих людей» 1651 року всього було 37 763 дворян й боярських дітей, а оціночна чисельність їх бойових холопів — не менше 40000 осіб.
Згадки про пищальників в Московському війську відносяться до початку XV сторіччя, більш докладні відомості про них є на початок XVI сторіччя. Це були досить великі загони, озброєні ручною вогнепальною зброєю за державний кошт. Спочатку важливу роль грали новгородські й псковські пищальники, що виставлялися з міських дворів. Пізніше їх повинні були озброювати вже за свій рахунок, що було одним з недоліків, хоча деякі отримували озброєння від держави. Збиралися вони лише на час походів. Тому Іван Грозний організував постійне стрілецьке військо. У нього вступали вільні люди за бажанням. Пізніше стрілецька служба стає спадковою повинністю й утворюється своєрідний стрілецький стан. Якщо спочатку стрільців було 3000, то до кінця XVI сторіччя їхня чисельність зросла приблизно до 20000 стрільців. Вони ділилися на прикази у 500 осіб, якими управляли стрілецькі голови (до того були сотники, п'ятидесятники та десятники), а ними — Стрілецький приказ. На відміну від помісного, в стрілецькому війську проводилися навчання стрільби, а у XVII сторіччі — й військовому строю.
Особливий розряд складали служиві люди пушкарського чину. До них відносилися пушкарі (гармаші), що стріляли з гармат, затинщики — з гаківниць (рос. затинные пищали), а також ті, хто виготовляв і ремонтував гармати, й служителі-кріпаки. Їх чисельність на місто могло коливатися від 2 — 3 до 50 й більше осіб, загальна ж чисельність невідома, але в XVI сторіччі вона досягала не менше 2000 осіб. У 1638 році у Москві було 248 гармашів й затинщиків. У разі облоги штатним артилеристам допомагали городяни, селяни й ченці, яким це наказувалося особливими приписами. За службу їм платили гроші. А управління перебувало у віданні Пушкарського приказу, а також Новгородської й Устюзької Чвертей, Казанського й Сибірського приказів; в бойовому відношенні — Розрядного приказу. У містах спочатку вони підпорядковувалися городовим прикажчикам, а з кінця XVI сторіччя — осадним головам. Московські артилеристи відрізнялися влучною стрільбою, про що, зокрема, свідчили іноземці. Регулярно влаштовувалися огляди, участь у яких вимагало систематичної підготовки.
Козацтво почало формуватися у XIV сторіччі. У XV — на початку XVI сторіччя вони селилися на «украйнах» — на степових кордонах Московської держави або за ними. Хоча вони були вільним народом, але уряд хотів залучити їх до виконання прикордонних функцій, що вдалося в першій половині XVI сторіччя. До того ж козаки супроводжували каравани й здійснювали набіги на ворожі держави. Москва у вигляді платні, переважно видавала їм боєприпаси. Окремим розрядом були служиві козаки, що входили у військову організацію Московського царства з другої половини XVI сторіччя. Вони жили у прикордонних містах в козацьких слободах з організацією, як у стрілецькому війську. Вони набиралися з числа людей, що знали умови служби, але в окремих виняткових випадках — з простих селян. В 1651 році чисельність городових козаків становила 19 115 осіб.
Під час великих воєн важливу роль виконував простий народ — міське та сільське населення, а також монастирські люди. Військова повинність складала до 1 особи з 1 — 5 дворів й визначалася «сохою», що залежить від приналежності та якості землі. Таке ополчення називалося «посошна рать», що споряджалася й утримувалося населенням. Вони виконували допоміжні функції й часто брали участь в цих роботах. Загалом їх завдання були досить різноманітні й пов'язані, головним чином, з військово-інженерними роботами, транспортування гармат, боєприпасів, обслуговуванні гармат і допомоги людям пушкарського чину. Іншим завданням була охорона міст. Наприклад, в Полоцькому поході 1563 року посошних людей було близько 80900 осіб при війську 43000; в Лівонській війні 1577 року у «наряді» брало участь 8600 піших й 4124 кінних посошних людей; а у 1636 році у 130 містах несли службу 11294 посадських й повітових людей. У числі їх озброєння було не тільки холодна, але й вогнепальна зброя — у кожного п'ятого містянина й шостого селянина. Уряд добивався того, щоб все міське населення було озброєне, і мало хоча б пищаль та рогатину. Сільському населенню теж бажано було мати озброєння, наприклад, бердиші, й, по можливості — вогнестріл. Це було пов'язано з важливою роллю народного ополчення під час воєн, що відбувалися в Московській державі.
Окремо треба відзначити іноземні війська на московській службі й полки нового ладу. На початку XVII сторіччя найманці майже зі всіх країн Європи брали участь у боротьбі з польсько-литовським військом, однак перемоги це не принесло. Але робилися спроби влаштувати у Московському царстві полки, організовані за європейським зразком. Перша спроба, зроблена Михайлом Скопіним-Шуйським в 1609 році — 18-тисячне військо, зібране з селян-ополченців, була успішною й дозволила розбити війська загарбників. Проте отруєння царем Скопіна-Шуйського призвела до того, що військо розійшлося й полякам протистояли знову, в основному, найманці. У 1630 році почався набір безпомісних дітей боярських для навчання іноземними полковниками. Проте вони не хотіли, тому в полки дозволили вступати татарам, новохрещеним й козакам — в 1631 році чисельність двох солдатських полків становила 3323 особи. Кілька місяців вони посилено навчалися поводження зі зброєю та стройової служби. Згодом загальна чисельність дійшла до 17000. У результаті 4 солдатські полки взяли участь у Смоленській війні з поляками, але — безуспішно. Тому значна їх частина була розпущена, а іноземні полковники, в основному, поїхали додому. Однак деякі вирішили залишитися й несли службу на південному кордоні; а солдати, рейтари й драгуни призивалися лише влітку. Поповнювалися вони з числа вільних й даточних людей. В 1640-х роках було вирішено влаштувати на північному заході полки нового ладу, сформувати їх з чорносошних й дворових селян, на постійну службу, передану у спадок, залишити за ними ділянки й звільнити від податків. Їх озброїли казенною зброєю й регулярно навчали військовій справі. Однак масові прилади призвели до розорення тих місць, тому заклики стали загальнодержавними. Так, протягом московсько-польської війни 1654—1667 було зібрано близько 100 тисяч даточних людей. В 1663 році було 55 солдатських полків з 50 — 60 тисячами людей (у мирний час їх чисельність була вдвічі менше). Так само відбувалося розвиток кінних полків нового ладу — рейтари, драгуни, пізніше — гусари. Командували полками нового ладу переважно західні військові фахівці, але були й московити.
У 1650-х роках московське військо зіткнулося з довершеними рейтарами шведського короля. Через бойовий досвід чисельність рейтарских полків була збільшена. Дворянські сотні переводилися на рейтарський лад. Шведський досвід виявився корисним з огляду на схожість в якостях московської та шведської кінноти: московські коні, як й скандинавські коні шведів, програвали чистокровним турецьким коням польської «гусарії», натомість держава мала можливість в надлишку забезпечити своїх рейтарів вогнепальною зброєю, а їх полки — підготовленими офіцерами. Новосформовані рейтари відразу виділилися в середовищі московської кінноти вишколом та спорядженням, привертаючи до себе увагу іноземців: «Кіннота красувалася безліччю чистокровних коней й гарним озброєнням. Ратні люди чітко виконували всі рухи, в точності дотримували ряди й необхідні розміри кроку та повороту. Коли заходило праве крило то ліве стояло на місці в повному порядку, й навпаки. З боку, ця злагоджена маса воїнів являла прекрасне видовище», — писав польський хроніст Веспасіан Коховський в 1660 році.

### Чисельність
Чисельність Московського війська в XVI сторіччі невідома. Щодо «верхньої» оцінці С. М. Середоніна, до кінця XVI сторіччя вона могла сягати 110000 осіб, з яких 25 тисяч поміщиків, до 50 тисяч їх людей (за уточненою оцінкою — до 25 тисяч), 10 тисяч татар, 20 тисяч стрільців та козаків, 4 тисячі іноземців.
За оцінками, загальна чисельність війська Московського царства у XVII сторіччі була понад 100000 осіб. Однак, безпосередньо у походах брала участь їх незначна частина. Точна чисельність війська в конкретні роки відома за «Кошторисами всяких служивих людей». У 1630 році воно становило 92555 осіб, не рахуючи бойових холопів. Це 27433 дворян й боярських дітей (30 %), 28130 стрільців (30,5 %), 11192 козаків (12 %), 4316 пушкарів (4,5 %), 2783 іноземців та черкас (3 %), 10208 татар (11 %), 8493 чуваш, мордви та інших (9 %).
В 1651 році налічувалося 133210 осіб, не рахуючи бойових холопів поміщиків. Серед них: 39408 дворян й боярських дітей (30 %), 44486 стрільців (33,5 %), 21124 козаків (15,5 %), 8107 драгунів (6 %), 9113 татар (6,5 %), 2371 черкас (2 %), 4245 служивих людей пушкарського чину (3 %), 2707 іноземців (2 %), засічна сторожа.
Як свідчить «Роспись перечневая ратных людей», в 1680 році їх чисельність становила 164600 осіб, не рахуючи 50-тисячного гетьманського війська. З них 61288 солдатів (37 %), 20048 московських стрільців (12 %), 30472 гусар та рейтар (18,5 %), 14865 черкас (9 %), 16 097 поміщиків (10 %) та 11 830 їх людей (7,5 %), 10 000 даточних кінних людей (6 %).

### Структура

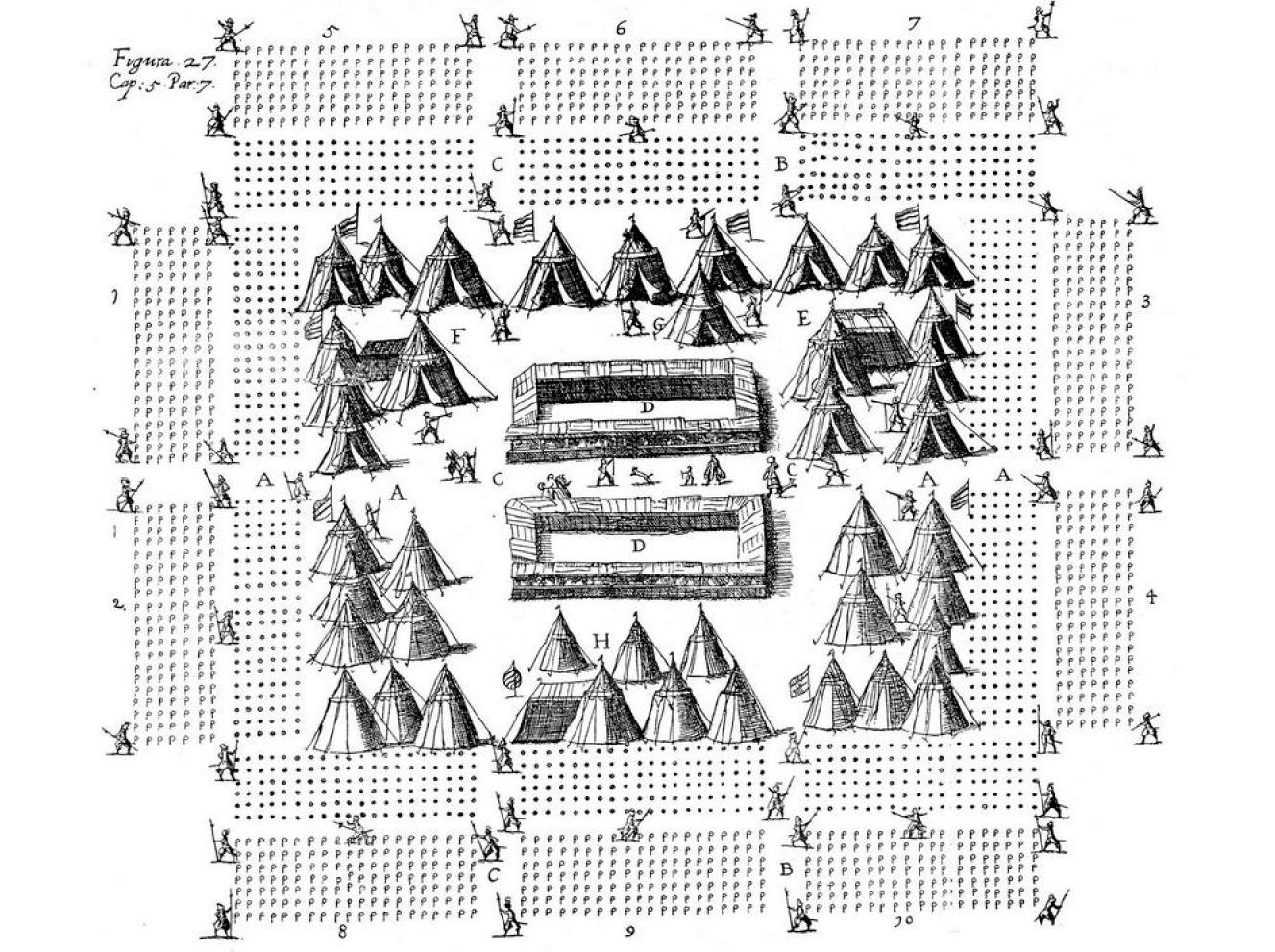
Польовий стан. «Учение и хитрость ратного строения пехотных людей», 1647

Основним органом управління московського війська був Розрядний приказ. Цар й Боярська дума спільно призначали головнокомандувача (великого воєводу), інших воєвод та їх помічників. У Розрядному приказі великий воєвода отримував царський наказ з найважливішою інформацією й «розряд» — розпис воєвод й ратних людей за полками. У військо скеровувалися дяки й піддячні, що складали «розрядний намет» (штаб) — вони розбирали всі відомості, що надходили головнокомандувачу зі столиці, від інших воєвод, від розвідувальних загонів. Полкові воєводи отримували накази, де вказувався складу підвладного їм полку, його завдання, відомості про підлеглих (молодших воєвод) й розписували дворян, боярських дітей та їх людей за сотнями або іншій службі. Для строкової служби при кожному воєводі було 20 осавулів. На чолі дворянських сотень стояли сотенні голови, спочатку виборні, а пізніше — призначувані Розрядним приказом або воєводою. Важливим документом, що регламентує порядок війська, стало «Уложення про службу» 1555/1556 років. Служиві люди «по прибору» приходили до війська у складі своїх підрозділів й з власними командирами, але розподілялися по полках помісного ополчення.

## Тактика
Тактика стає досить різноманітною, залежно від умов й супротивників. Ще в XIII сторіччі повноваження командирів полків розширилися, й у ході бою вони вже могли діяти самостійно, іноді змінюючи початковий задум. При взаємодії родів зброї (родів військ) зустрічалися найрізноманітніші комбінації, такі, як зіткнення кінноти й піхоти, змішування кінноти, вступ у бій тільки лучників, або однієї кінноти, та інші. Проте основним ядром війська все ж залишалася кіннота.
Основним проявом військової активності, як й у Давній Русі, залишався польовий бій. Також, при необхідності — оборона й штурм фортець. З часом число полків у війську зростало, а їх побудова почала регламентуватися. Наприклад, у битвах з важкоозброєнними німцями більш ефективною була тактика оточення. За інших випадків застосовувалася інша тактика. Найбільш відомий хід Куликовської битви, у якій брало участь 6 полків.
Протягом битви могло відбуватися кілька соступів — супротивники зближалися й починали рукопашний бій, після чого розходилися, й так декілька разів. Німецький історик кінця XV сторіччя Альберт Кранц писав, що московити зазвичай б'ються, стоячи у позиції, набігають великими вервечками, кидають списи й вдаряють мечами або шаблями й незабаром відступають назад. Кіннота іноді використовувала луки зі стрілами, але основною її зброєю були списи. При цьому вона будувалася в певний бойовий порядок й атакувала тісним строєм. Наприкінці XV—XVI сторіччях почалася «оріенталізація», «усхіднення» московської тактики. В результаті, за свідченням Зиґмунда Герберштайна, основою московського війська стала легка кіннота, добре пристосована для далекого бою з допомогою стрільби з луків в усі сторони. Вона намагалася обійти ворога й зробити раптовий напад з тилу. Якщо ж військо супротивника витримувало напад, то московити так само швидко відступали. Пізніше ця ситуація змінювалася, однак кіннота залишалась головною дієвою частиною війська. Піхота, озброєна дистанційною зброєю (стрільці), як правило, не змінювали позицій під час бою — найчастіше вони вели обстріл противника з прикритою позиції, або зі свого укріплення (такого, як, наприклад, гуляй-город). З формуванням в XVII сторіччі полків нового ладу, тактика європеїзується. Зокрема отримують розвиток активних маневрів піхоти, широке використання піших списоносців (пікінерів), озброєння та організаційна структура кінноти наближається до європейських аналогів.

## Озброєння

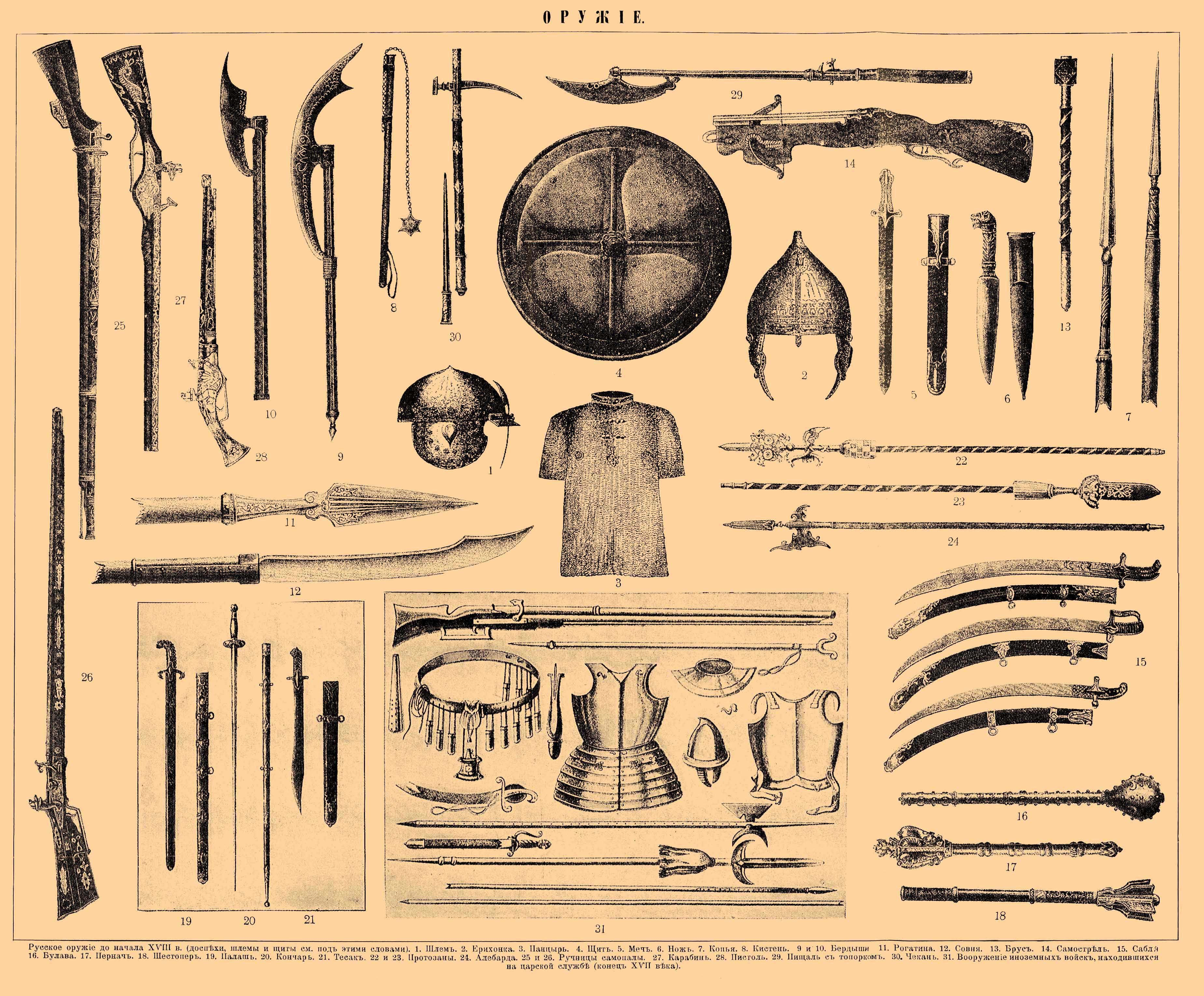
Зброя, використовувана у Московському царстві до початку XVIII сторіччя. «Енциклопедичний словник Брокгауза і Єфрона».

### Наступальна зброя

#### Холодна зброя
Держакова колюча зброя

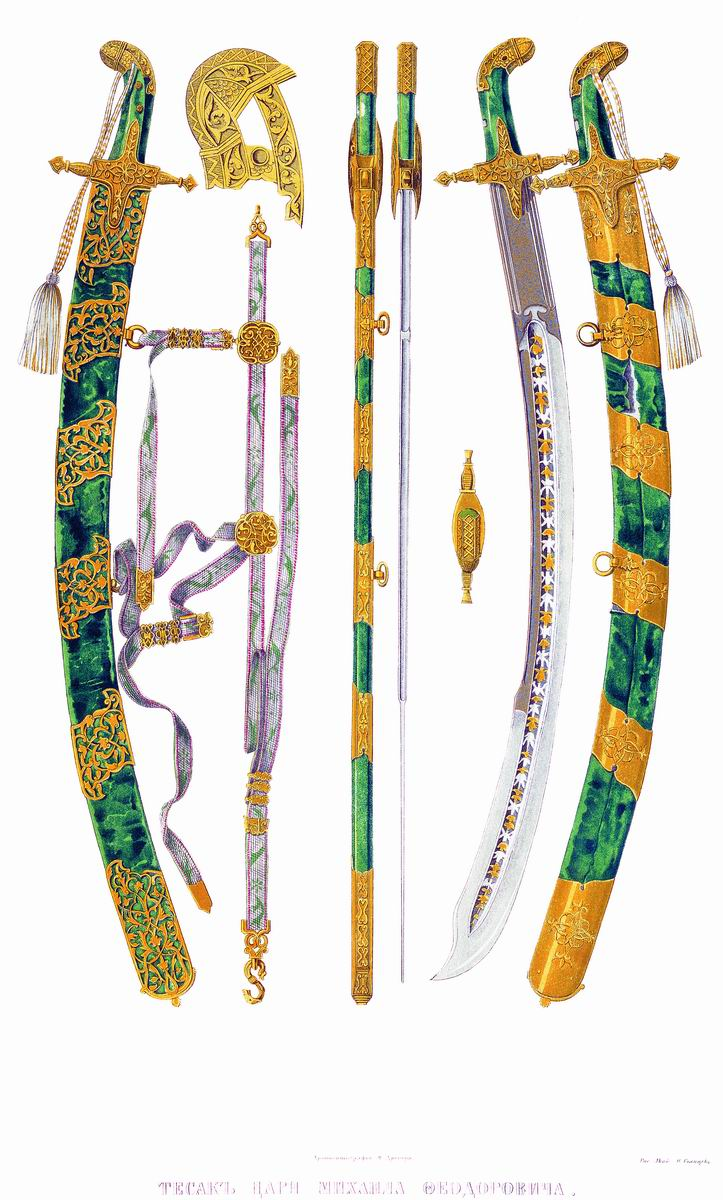
Шабля московського царя Михайла Федоровича

До середини XV сторіччя зброєю першого натиску були списи. З XVI сторіччя їх вживання знову відроджується. У ролі колючего кавалерійського списа використовувалася піка з гранчастим наконечником, що добре підходила для таранної дії. Проти кінноти в XVII сторіччі використовувалися піхотні піки у полках нового ладу. Більш поширені, ще з XIV сторіччя, були списи з вузьколистими наконечниками з видовжено-трикутним пером на масивній, іноді — гранчастій втулці. Ними завдавалися потужні бронебійні удари. Піхотним знаряддям були рогатини — важкі й потужні списи з лавролистим наконечником. Це було наймасовішою зброєю. Приблизно з XVI сторіччя модифіковані рогатини використовувалися помісною кіннотою — вони відрізнялися мечоподібним наконечником. Ймовірно, іншою модифікацією рогатини була совня, що використовувалася піхотою. З давніх часів походять кидальні дротики-сулиці, якими можна було й колоти. Пізніше подібні дротики, джиди, які зберігали в особливих сагайдаках, проте на Московщині вони практично не використовувалися.
Наконечники копій кінця XV — початку XVII сторіч можна розділити на два типи. До першого типу наконечників копій відносяться витягнуті піки з шилоподібним вістрям. До другого типу — наконечники списів з підтрикутним обрисом пера. Чисельність знахідок копій кінця XV — початку XVII сторіч говорить про те, що спис не вийшов з ужитку у пізньосередньовічну добу, й був одним з головних видів холодної наступальної зброї, поряд зі шаблею, бердишем й сокирою, що застосовувалися проти кінних воїнів. Починаючи з XVII сторіччя поширюються списи, що мали зовсім інше функціональне призначення. Це так звані «пікінерські» списи.
Держакова рубляча зброя
Широко поширені були й різноманітні сокири, однак використовувалися, переважно, у піхоті. У кінноті використовувалися різноманітні легкі сокирки, а також чекани й клевці. У XVI сторіччі з'являються бердиші, відомі, як зброя стрільців. Пізніше вони стають масовими, як рогатини, зброєю.
Бердиші
Бердиші на ранньому етапі являють собою дрібні зразки висотою леза від 190 до 500 мм. Протягом XVII сторіччя відбувається поступове збільшення висоти леза. З'являються бердиши витягнутих пропорцій, забезпечені свердловинами по тупію леза й орнаментом на лопаті бердиша. Характерні витягнуті бердиши з оформленням верхнього краю у два вістря, прикрашені орнаментом та отворами, в які іноді просмикнуті кільця, з'являються, у другій третині XVII сторіччя й вживаються до початку XVIII сторіччя. Враховуючи, що перші згадки бердиша відносяться до останнього етапу Лівонської війни, можливо, припустити, що численний досвід застосування такого роду військ, як стрільці, як у війні за Казань, так й у битвах з Кримським ханством та у облогах Лівонської війни привів до думки про спорядженні стрільців більш значущою холодною зброєю, ніж шабля.
Держакова ударна зброя
Різноманітні булави були звичайною зброєю московитян. З XIII сторіччя набувають поширення пірначі та жердопери. У народі нерідко застосовували і дешеву саморобну зброю, наприклад, палиці — ослопи.
Основна маса збережених пізньосередньовічних булав датується або першою половиною XV сторіччя, або періодом, що настав після Смутного часу. З булав, що побутували у домонгольські й ординське часи кінця XIV — початку XV сторіч зберігалися у вжитку лише булави — бруси. Складніша справа з так званими грушоподібними або круглими булавами, відомими переважно за матеріалами більш пізнього часу. Ряд авторів пов'язують появу булав грушоподібної форми з турецькою військовою традицією. Так, вже наприкінці XV—XVI сторіч булави «східних форм» поширюються спочатку в Угорщині, а потім у Чехії та Польщі. Даний тип грушоподібних булав набуває своїх найхарактерніших рис до кінця XVI—XVII сторіч.
Поширення клевців у Московському царстві слід відносити до другої половини або до кінця XVI сторіччя. Найближчими аналогіями московських типів клевців, є угорські та польсько-угорські типи, що застосовувалися гусарами.
Гнучко-суглобова зброя
Як масова, а також аристократична додаткова зброя застосовувалися обушки. Всі види підвісної ударної зброї можуть бути розділені на звичайні обушки, що мають руків'я, так й гасила, являли собою звичайну мотузку або шкіряний ремінь, на кінці якого кріпився бронзовий відлив. Іншим різновидом підвісної ударної зброї були складніші вироби, що являли собою руків'я з закріпленим на ньому втульчатим навершшям з петлею, до якого кріпилася важким залізним ланцюгом бойова гиря. Третім різновидом цього виду зброї були бойові ціпи. Як гирі на залізних ланцюгах, так й бойові ціпи переважно виготовлялися з заліза.
Клинкова зброя
Мечі у Великому князівстві Московському досить швидко були витіснені шаблями, проте у північних регіонах застосовувалися довше. Вони імпортувалися з Європи й були дуже різноманітні, навіть до дворучних. У Московському царстві мечі практично не застосовувалися, хоча в Оружейній палаті є деякі німецькі та московські зразки, наприклад, фламберги, але їх бойове значення виключено. Основною же клинковою зброєю принаймні з XV сторіччя була шабля. Шаблі застосовувалися дуже різноманітні, як вітчизняні, так й імпортовані з країн Західної Азії або Східної Європи. Їх форма теж була різною, але, в основному, перського чи турецького типу. Також вони кувалися на Черкаську, Угорську, Литовську, Німецьку «справу» та інші, іноді їх комбінували. Цінилися шаблі, зроблені з булату, а також з дамаська, але вони були не кожному по кишені — смуга перської булатної сталі коштувала 3-4 рублі, в той час як тульська шабля з переробної сталі в середині XVII сторіччя — не дорожче 60 копійок. В описах, зокрема згадуються, крім сталевих, шаблі з червоного булата, червоного заліза, «смуги булат синього Московського викову». З XIV сторіччя використовувалися зручні для проколювання ворожих обладунків кончари, а в XVII — палаші, але всі вони зустрічалися досить рідко. З формуванням полків нового ладу на озброєнні з'являються шпаги і починається їх виробництво.
Характерною особливістю шабель XV — початку XVI сторіч є, насамперед великі й важкі клинки довжиною від 880 до 930 мм, при загальній довжині шабель 960—1060 мм з яскраво вираженою єлманню. Вага шабель з піхвами становила до 2,6 кг. Клинки або без долів або ж з одним широким, але неглибоким долом. Клинки цього типу в зібраннях Оружейної палати виготовлені з дамаської сталі. Перехрестя біля таких шабель сягає до 220 мм. Для ранішніх зразків характерне слабовигнуте руків'я з невеликим переломом в середній частині. Пізніше руків'я шабель у верхній частині стає нахиленішою до леза клинка, кут нахилу кінця руків'я до перехрестя становить величину приблизно до 75-80°. Однією з найяскравіших ілюстрацій таких шабель є шабля князя Федора Мстиславського. Представляється, що поширення шабель цього типу слід віднести до турецького імпорту, який вплинув на появу характерних угорських шабель, що вплинули потім на становлення польської шаблі, так і на типи клинків, що з'явилися у Московському царстві.
Другим типом шабель XV — початку XVI сторіч є шаблі, мали порівняно вузький клинок без елмани, що генетично міг зберігати в собі елементи як більш ранніх шабель ординської доби, так і шабель, що мали в своїй основі сучасні західні або східні інновації. До таких слід віднести шаблю боярина Д. І. Годунова, шаблю князя Дмитра Пожарського зберігається в Державній Збройовій палаті, клинок шаблі, пов'язується з Кузьмою Мініним так само зберігається в Оружейній палаті. Характерною рисою цього типу шабель є, насамперед, клинки довжиною від 800—860 мм при загальній довжині шаблі 920—1000 мм Ширина таких клинків у п'яти клинка сягає 34-37 мм. Переважно клинки без долів або з одним вузьким долом, зміщеним ближче до тупія.
Третім типом шабель XV — початку XVI сторіч були так звані польсько-угорські шаблі, що поширилися в Смутний час в якості зброї інтервентів й супутніх їм союзників. Одна така шабля була виявлена на території міста Руза.
Єдиним встановленим типом спеціалізованої бойової короткоклинкової зброї, що використовувалася у XVI—XVII сторіччях був «подсаадачний ніж», що дійшов до нас у музейних зібраннях ДІМ й Збройової палати, також відомий за письмовими зображальними джерелами.
14 грудня 1659 року в частинах, що діяли на території України, були проведені зміни озброєння. У стрільців засновувалися піки, а у драгунів бердиші. Царський указ був такий: «… в солдацьких й драгунських у всіх полках у солдатів й драгунів й у стрілецьких приказах у стрільців велів учинити по піці короткій, з копійцею на обох кінцях, замість бердишів, й довгі піки у солдацьких полках й у стрілецьких приказах вчинити ж по розгляду; а у решти солдатів й у стрільців велів бути шпагам. А бердишів велів учинити у полках драгунських й солдацьких замість шпаг у всякому полку у 300 осіб, а решті, по старому, у шпагах бути. А в стрілецьких приказах бердишів вчинити у 200 осіб, а решті бути в шпагах по старому.»

#### Вогнепальна зброя

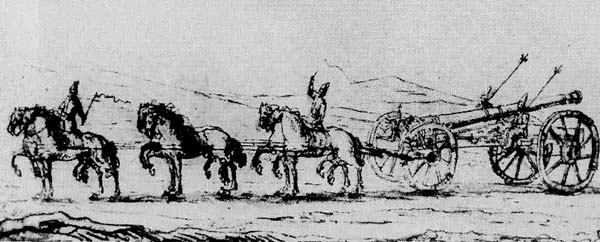
Гармата великого наряду (облогової артилерії). З альбому Е. Пальмквіста, 1674 р.

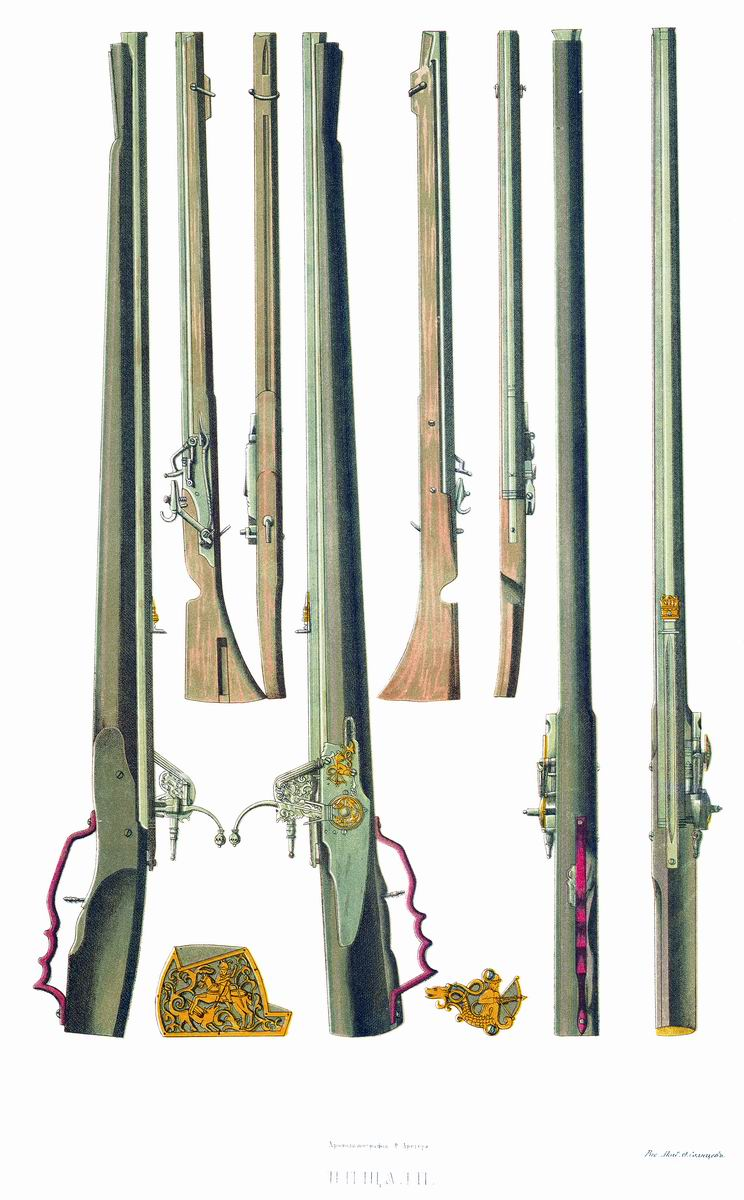
Затинна й завісна пищали.

Точна дата появи вогнепальної зброї у Московському князівстві невідома, але вона відбулася за Дмитра Донського не пізніше 1382 року, коли вона використовувалася при обороні Москви. Точно невідомо й те, звідки воно прийшло — від німців або з Передньої Азії. Принаймні західний вплив був — в 1389 році в Твері постачають німецькі гармати, а в 1393 і 1410 німці дарують великому князю мідні гармати. Не можна заперечувати і азійський вплив — термін «тюф'як», а також згадка вживання вогнепалу волзькими болгарами при обороні міста в 1376 році. Спочатку гармати використовувалися для оборони фортець, з 1393 відзначено застосування на Русі гармат для облоги міст. Близько 1400 року існувало місцеве виробництво, принаймні, кованих стволів. Гармати були різного призначення й конструкції. Якщо для облоги міст були потрібні важкі гармати, то для оборони — легші. Для них переважно використовувалися кам'яні ядра. Середньо- й довгоствольні гармати називалися пищалями й стріляли залізними ядрами. Тюф'яки з конічним стволом стріляли дробосічним залізом, а з циліндричним — для прицільної стрільби ядрами. Вся вогнепальна зброя того часу була досить малоефективна, тому застосовувалася разом з самострілами та метальними машинами, які воно, удосконалюючися, витісняє лише в середині XV сторіччя. Перший зафіксований випадок застосування нами вогнепалу у своєрідному польовому бою відноситься до стояння на Угрі у 1480 році. Тоді ж вводиться артилерія на колісних лафетах («станки на колесах»). В 1475 році у Москву приїхав Арістотель Фіораванті й допоміг організувати велику ливарну гарматну мануфактуру, яку потім відвідували грецькі, італійські, німецькі, шотландські та інші майстри. Знаряддя відливали з міді або бронзи. З переходом до типового лиття була розроблена система калібрів, загальне число яких в XVI — початку XVII сторіччях сягала 30, а видів знарядь — 70-100. Для цього застосовувалися калібрувально-вимірювальні циркулі — «кружала». Не пізніше 1494 року в Москві налагоджується виробництво чавунних ядер й Пороховий двір, що означало перехід від порохової м'якоті до гранулированного пороху. Однак все це час порох виготовлявся і простим населенням. В середині XVI століття почали відливати і чавунні гармати. Найбільш відома Цар-гармата, відлита видатним зброярем Андрієм Чоховим. Крім залізних, кам'яних та чавунних, застосовувалися також свинцеві, мідні ядра та інші. Згадуються, наприклад, кам'яні й залізні ядра, покриті свинцем або оловом. Згадується й про ланцюгові снаряди — «ядра двойчатыя на чепах». У якості дробі використовували не тільки дробосічне залізо, але й каміння, та ковальський шлак. До часу Лівонської війни відноситься застосування запалювальних снарядів (вогняних ядер), а пізніше — розпечених ядер. У найпростішому випадку вони представляли собою камені, покриті сірчано-смоляною сумішшю. У складніших варіантах металеве ядро заповнювалося горючими речовинами, клали у лантух, що обсмолювали, покривали сіркою, обмотували й знову обсмолювали. Іноді в нього навіть вставляли заряджені обрізки рушничних дул. Стрілянина розжареними ядрами полягала в тому, що заряд закривали дерев'яним пижем, покритим глиною, й використовували розпечене залізне ядро. З середини XVII сторіччя отримують поширення розривні снаряди.
Ручниці, що з'явилися наприкінці XIV сторіччя, являли собою невеликі, 20-30 см завдовжки дула калібру 2,5—3,3 см, укріплені на великому дерев'яному прикладі-ложі довжиною 1-1,5 м. Їх підкидали на плече або затискали приклад під пахвою. До другої половини XV сторіччя можна віднести невелике застосування ручної вогнепальної зброї кіннотою. Довжина ствола поступово збільшується, конструкція ложа теж змінюється. З 1480 року термін «пищаль» відноситься й до ручного вогнестрілу. У XVI сторіччі у стрільців вводяться берендейки. З 1511 року згадується «пищальний наряд», що використовувався для оборони фортець невеликі, іноді багатодульні гармати, й фортечні рушниці, включаючи затинні. Пізніше з усього арсеналу відбираються найбільш раціональні конструкції, 14 калібрів від 0,5 до 8 гривенок залишається в XVII сторіччі. Московська артилерія за Івана Грозного була різноманітна й численна. Дж. Флетчер у 1588 році писав:
Вважають, що жодна з християнських держав не має такої гарної артилерії й такого запасу снарядів, як московський цар, що почасти може служити підтвердженням Оружейна палата у Москві, де стоять у величезній кількості різного роду гармати, всі литі з міді й вельми красиві.
«До бою у московських артилеристів завжди готові не менше двох тисяч гармат…» — доносив германському імператору Максиміліану II його посол Іван Кобенцль. Московський літопис пише: «…ядра у великих гармат по двадцять пудів, а в інших гармат трохи легші». Найбільша в Європі гаубиця — «Кашпирова гармата», вагою 1200 пудів й калібром 20 пудів, — брала участь в облозі Полоцька в 1563 році. Слід відзначити ще одну особливість московської артилерії 16 сторіччя, а саме — її довговічність", — пише сучасний дослідник Олексій Лобін. «Гармати, відлиті за наказом Івана Грозного, стояли на озброєнні кілька десятиліть й брали участь майже в усіх битвах XVII сторіччя».
Органні гармати — сороки й органи — використовувалися у походах — наприклад, в похід Єрмака була 7-дульна гармата. Андрій Чохов у 1588 році виготовив стодульну гармату. З початку XVII сторіччя ручний вогнепал поширюється серед помісної кінноти, однак пищали й карабіни були, як правило, у бойових холопів, а у дворян й боярських дітей — лише пістолети. Пов'язано це було з тим, що з рушниць важкості та складності використання, тоді неможливо було вести стрільбу з коня, а битися в пішому строю дворяни й боярські діти вважали для себе принизливим. Тому в 1637 році царським наказом їм було наказано мати більш потужну зброю. До XVII сторіччя використовувалися ґнотові замки. Хоча в XVI сторіччі з'явилися пістолети, рушниці і навіть затинні пищали, забезпечені колісцевими замками, однак ці замки імпортувалися й не отримали поширення ніде, крім як на пістолетах дворянської кінноти. З другої половини XVI сторіччя відомий ударно-кремінний замок, що отримав широке поширення у XVII сторіччі. У Московії застосовувалися як зброя власного виробництва, так й імпортна — право вибору залежало від заможності конкретного бійця. Причому у Московському царстві виробляли всі основні типи вогнепальної зброї, включаючи карабіни й пістолети. У середині XVII сторіччя також відзначено власне виробництво нарізних пищалей.

### Захисна зброя

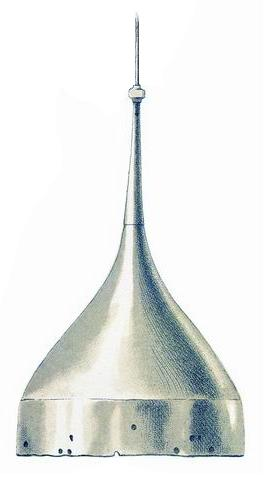
Подібні шоломи були основним бойовим оголов'ям московських військових до другої половини XVI сторіччя

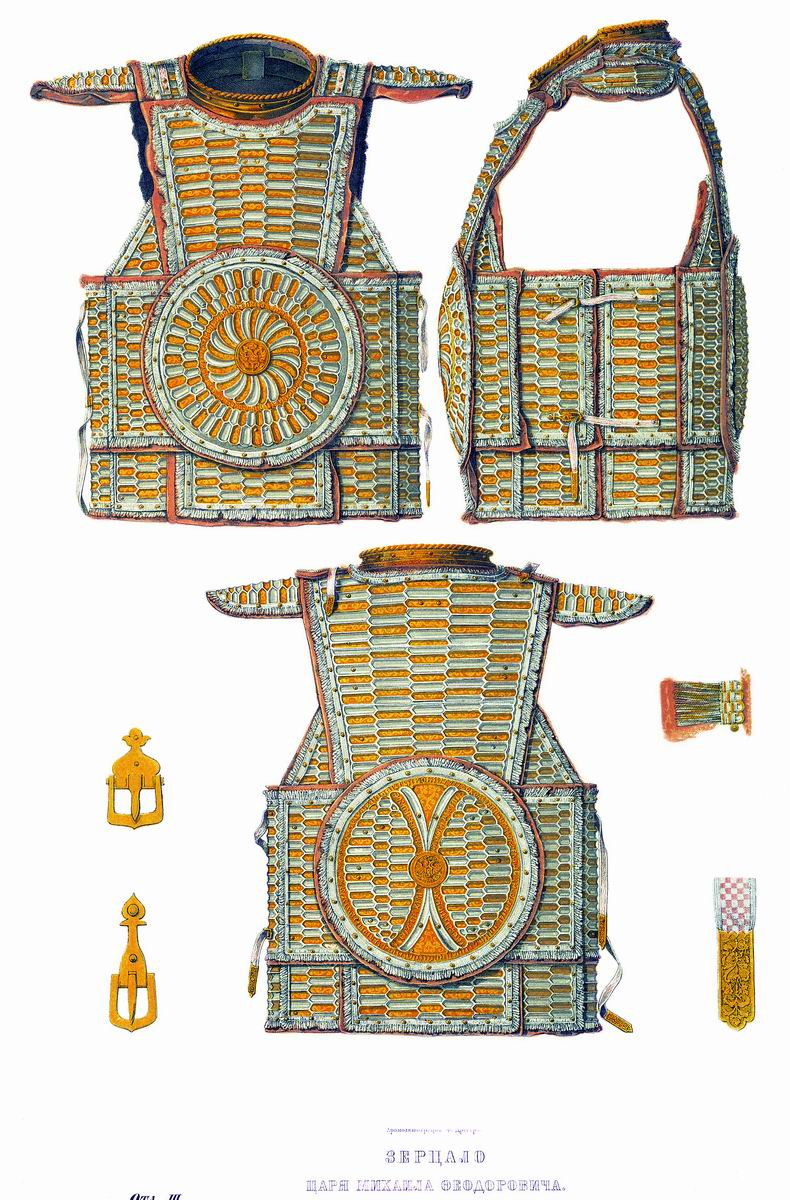
Зерцало московського царя Михайла Федоровича

Якщо основним панцером руських воїнів зазвичай була кольчуга, то до XIII сторіччя у московитів її значно витісняє пластинчаста система захисту. По-перше, це були ламелярна лицарія, що складаються зі сполучених ременями пластин. По-друге — луската лицарія, у яких пластини з одного кінця зміцнювалися на шкіряній або матерчастій основі. Втретє — бригантинні лицарії, в яких пластини також кріпляться до основи. Вчетверте до кінця XIII сторіччя відносять появу ранніх зерцал, що являли собою круглу металеву бляху, що вдягалася поверх лицарії. У Новгороді й Пскові, наприклад, перші два типи практично повністю витіснили кольчугу, однак у інших давньоруських землях вона зберігала важливе значення. Монгольська навала принесла поширення деяких нових типів озброєння. Наприклад, вже у 1252 році військо Данила Галицького було, на здивування німців, у татарських лицаріях: «Біжать бо коні в личинах й у коярах шкіряних й люди під ярицах». З ним же пов'язана і поява тиляг — аналогів луски або бригантини, що побутувала на Московщині, але не отримали великого поширення. Відомо, що лицарія Дмитра Донського, у якій він брав участь у Куликовській битві була пластинчаста, оскільки «був побитий й поранено зело», однак ідентифікувати його неможливо; можна лише відзначити, що, за свідченням літопису, князь воював у ряду з простими воїнами. До другої половини XV століття відносяться поширення кільчасто-пластинчастих лицарій — бехтерців та, ймовірно, колонтарів, а трохи пізніше — юшманів. У XVI—XVII сторіччі кольчуги знову стають основною лицарією. Причому на Московщині кольчугою називали не будь-яку кільчасту лицарію, а лише зроблені з простих кілець, скріплені, як правило, на цвях, плетіння 1 на 4 або 1 на 6. Окремо виділяли байдани з широких й плоских кілець; й панцирі — з дрібних плоских кілець, саме вони були переважним типом кільчастої лицарії. З азійським впливом пов'язане застосування захисного одягу — тегиляїв, що використовувалися у XVI сторіччі незаможними військовими, або в поєднанні з металевою лицарією — заможними. Проте уряд не підтримував їх використання. Заможні люди могли дозволити собі зерцало, повністю зроблене з кількох скріплених великих металевих пластин. Досить часто застосовувалися поручи, рідше — бутурлики й наколінники. У XVII сторіччі, що пов'язано з організацією полків іноземного ладу до московсько-польської війні, стали використовуватися лати, що складаються з кіраси з тиляжною спідницею (полою), та, іноді — намиста. Спочатку тиляги імпортувалися з Європи, але незабаром почали виготовлятися на тульсько-каширських заводах. В описах Оружейної палати згадуються й тиляги московської роботи.
До другої половини XVI сторіччя основним типом шоломів, застосовуваних на Русі, були високі сфероконічні шеломи. Однак застосовувалися й інші шоломи — мисюрки, ковпаки. Різноманіття використовуваних військових наголовень було дуже велике й багато в чому пов'язано з західноазійською традицією озброєння. Відповідно до тегили була бавовняна шапка. У XIV сторіччі з'явилися шишаки, що відрізнялися напівсферичної формою — пізніше вони, разом з залізними шапками, витіснили шеломи. Шоломи могли доповнюватися елементами захисту. Наприклад, єрихонки забезпечувалися відразу назатильником, наушами, козирком й нанісником, а, якщо належали знатним людям, то багато прикрашалися. У полках іноземного ладу іноді використовували кабасети або «шишаки». Однак озброєння залежало від можливостей конкретної людини, тому, якщо один міг дозволити собі бехтерець поверх панцира й шелом поверх шишака, то інший задовільнявся куяком й залізною шапкою.
У XIV—XV сторіччях в кінноті отримують поширення круглі щити. Вони досягали чверті людського зросту й мали опуклу або воронкоподібну форму. На початку XVI сторіччя вони виходять з ужитку. До кінця XV сторіччя застосовувалися й трикутні, двоскатні щити. Цілком ймовірно й застосування кавалерійських тарчів європейського типу до того ж часу. З середини XIV сторіччя, як у кінноті, так й у піхоті, застосовувалися щити з жолобом — павези. Збереглися унікальні бойові щити — тарчи, ймовірно, німецькі, але вони були вкрай рідкісні. З XV сторіччя артилеристи для прикриття нерідко використовували великі, пересувні щити — гуляй-городи.